# 南門橋 (臺中)
南門橋，是位於台灣中部旱溪流域，橫跨大智排水的橋梁。其承載道路爲中興路二段，連結臺中市的大里區、東區與南區。是聯絡大里、霧峰與市區的重要橋梁。南門橋歷史最早可追溯至清治時期，先後則以結構分為第一代吊橋、第二代混凝土橋與第三代拱橋。

## 結構
現在的第三代南門橋，為跨越大智排水的中路式鋼拱橋，橋上有18支吊索。橋體為拋物線狀的藍綠色鋼拱，長77.5公尺、寬20公尺。兩邊設置雙向四車道與兩側各寬1.8公尺的人行道。橋樑由欽成營造股份有限公司承建，2020年12月29日開工，2022年7月25日完工。
在此之前，第一代南門橋為可通行轎車的吊橋，因而被稱為「南門吊橋」。日本人則稱為「鐵線橋」。第一代南門橋墩留有遺址，位於現今南門橋旁。第二代南門橋為三跨式連續T型梁橋、配置五支漸變斷面T型梁，下部結構橋墩由壁式橋墩與沉箱基礎組成，橋臺為墩式橋臺，但基礎型式不詳。

## 環境
南門橋承載道路中興路二段並承接台中路，同時位於大里區、東區、南區交界處，因此車流量相當龐大。從臺灣清治時期以來，就是大里與霧峰往來臺中舊市區的重要交通動脈。橋下有小溪、休閒空間、以及槌球場，為當地居民的洗衣與垂釣場所。槌球場現已不存。
依據臺中市政府調查，南門橋附近約有近200種植物、近30種動物、以及5種魚類（鯉魚、大肚魚、紅魔鬼、吳郭魚、錦鯉）。其中有數十種台灣特有種與特有亞種動植物，但無保育類動物。生態方面，植物以親水性與陽性植物為主、鳥類多為適應人類生活的陸生性鳥類。魚類則為台灣西部溪流的常見魚種。

## 歷史

### 第一代南門橋
南門橋歷史最早可追溯至臺灣清治時期，當時南門橋附近就已經是來往東大墩與大里杙之間的交通要道。橋樑具體資料則不可考。到了台灣日治時期，日本政府在當地興建南門吊橋，是為第一代南門橋」。日治初期，政府以當地聚落掩護抗日活動為由，在南門橋與鳥竹圍附近放火燒莊，不少房屋付之一炬。

### 第二代南門橋
臺灣光復後，臺中與大里的交通往來漸見頻繁，原有的南門吊橋已不堪負荷。因此在1958年，政府開始把吊橋改建為寬14.4公尺（淨寬13.6公尺）的混凝土橋，是為第二代南門橋。而第一代南門橋墩獲保存，留於南門橋旁至今。
在八七水災期間，大里溪潰堤，原為旱溪的洪水從該南門橋漫上來，波及國立中興大學南面、附近祥興里的農地與公路也盡數沖毀，從此祥興里再無農地；但由於水流在該橋附近分流而出，傷亡則較輕微。民間傳說分流是八媽作法使村民得以倖免。

### 第三代南門橋
第二代南門橋服務了60年以上。2018年，臺中市政府宣佈由於第二代南門橋過於老舊、原有橋寬也因為與都市計畫道路寬度不符，而無法應付現有交通，因此將編列1.7億元改建並拓寬南門橋，其中內政部營建署將補助1.19億元，臺中市政府則負擔5,100萬元。2020年12月29日舉行動工典禮，並於2021年1月4日封橋。
由於橋樑位置為交通要道、且牽涉諸多管線，臺中市政府決定以不落墩的鋼構橋梁興建，以縮短工期、並維護當地生態。工程同時也將改善橋下空間之外、還將重新規劃區域排水系統。
改建後的南門橋為第三代南門橋，原預定2022年1月5日完成，惟直到2022年7月25日才完成。開通後不久，來往市民抱怨南門橋夜間燈光太暗，臺中市政府因此在橋上安裝紅色「南門橋」橋名，並在橋樑與橋名上加強燈光。橋名與照明的設計，在安裝後遭受廣泛批評。臺中市政府也因此在安裝完一天後便拆除該橋名。此後橋名設計懸缺至今。

## 腳註
1. 1 2  臺中市政府建設局 2022b.
2. ↑  臺中市政府建設局 2018; 陳建志 2022a; 王郁瑄 2024.
3. ↑  陳建志 2023; 柳榮俊 2023.
4. ↑  臺中市政府建設局 2022b; 臺中市政府 2022.
5. ↑  臺中市政府研究發展考核委員會 2020; 林旻臻 2022.
6. 1 2 3 4  王志宇 2012，第1470頁.
7. ↑  林重鎣 2020; 陳峻誌 2012.
8. 1 2  陳大田 2020，第2頁.
9. ↑  陳建志 2023; 臺中市政府 2022; 林重鎣 2020; 陳建志 2018.
10. ↑  王志宇 2012，第1551頁.
11. ↑  林重鎣 2020.
12. 1 2  王志宇 2012，第169頁.
13. ↑  臺中市政府建設局 2022a.
14. ↑  陳峻誌 2012; 林重鎣 2020.
15. ↑  陳大田 2020，第1頁.
16. ↑  陳峻誌 2012; 臺中市政府建設局 2022b.
17. ↑  蔡宗憲 2019，第53頁.
18. ↑  王志宇 2012，第168頁.
19. ↑  王志宇 2012，第1556頁.
20. ↑  臺中市政府建設局 2018; 陳建志 2018; 林旻臻 2022.
21. ↑  陳大田 2020，第9頁.
22. ↑  陳建志 2021.
23. ↑  陳大田 2020，第6頁.
24. ↑  陳大田 2020，第8頁.
25. ↑  陳大田 2020，第11頁.
26. ↑  臺中市政府 2022.
27. ↑  林旻臻 2022; 陳建志 2021.
28. ↑  陳建志 2022c; 柳榮俊 2023.

### 政府資料
- 臺中市政府建設局. . www.construction.taichung.gov.tw. 2018-08-28  [2024-12-31]. （原始内容存档于2025-01-20）.
- 臺中市政府研究發展考核委員會. . assess-public.taichung.gov.tw. 2020-01-01  [2024-12-31]. （原始内容存档于2025-01-20）.
- 陳大田; 范世億.  (PDF). www.construction.taichung.gov.tw. 2020-05-07  [2025-01-06]. （原始内容存档 (PDF)于2025-01-20）.
- 臺中市政府. . www.taichung.gov.tw. 2020-12-29  [2024-12-31]. （原始内容存档于2025-01-20）.
- 臺中市政府建設局. . www.construction.taichung.gov.tw. 2020-08-07  [2024-12-31]. （原始内容存档于2025-01-20）.
- 臺中市政府. . www.taichung.gov.tw. 2022-07-25  [2024-12-31]. （原始内容存档于2025-01-20）.
- 臺中市政府建設局. . nco.taichung.gov.tw. 2022-09-15  [2024-12-31]. （原始内容存档于2025-01-20）.
- 臺中市政府建設局. . www.construction.taichung.gov.tw. 2022-09-30  [2024-12-31]. （原始内容存档于2025-01-20）.

### 新聞報導
- 陳峻誌. . 中興大學鹿鳴文化資產中心電子報 (台中). 2012-03-26  [2024-12-31]. （原始内容存档于2024-10-07）.
- 陳建志. . 自由時報電子報 (台中). 2018-08-28  [2024-12-31]. （原始内容存档于2022-12-06）.
- 林重鎣. . 台灣人民報 (台中). 2020-04-06  [2024-12-31]. （原始内容存档于2025-01-20）.
- 林重鎣. . 台灣好新聞 (台中). 2020-04-14  [2025-01-18]. （原始内容存档于2025-01-20）.
- 陳建志. . 自由時報電子報 (台中). 2020-12-29  [2024-12-31]. （原始内容存档于2025-01-20）.
- 陳建志. . 自由時報電子報 (台中). 2021-01-03  [2024-12-31]. （原始内容存档于2022-07-26）.
- 陳建志. . 自由時報電子報 (台中). 2022-07-23  [2024-12-31]. （原始内容存档于2025-01-20）.
- 林旻臻. . 自由時報電子報 (台中). 2022-07-25  [2024-12-31]. （原始内容存档于2025-01-20）.
- 陳建志. . 自由時報電子報 (台中). 2022-08-22  [2024-12-31]. （原始内容存档于2022-12-02）.
- 陳建志. . 自由時報電子報 (台中). 2022-11-24  [2024-12-31]. （原始内容存档于2024-12-31）.
- 陳建志. . 自由時報電子報 (台中). 2023-07-12  [2024-12-31]. （原始内容存档于2025-01-20）.
- 柳榮俊. . NOWnews 今日新聞 (台中). 2023-07-12  [2024-12-31]. （原始内容存档于2025-01-20）.

### 書刊
- 蔡宗憲. . 台灣: 國立中興大學. 2019-01-31. ISBN 9789860584585.
- 王郁瑄.  (碩士论文). 國立中興大學. 2024  [2025-01-01]. （原始内容存档于2025-01-01）.
- 王志宇. . 臺中市: 臺中市大里區公所. 2012. ISBN 978-986-03-4065-5 （中文（臺灣））.